# Maltractament a la persona gran
El Maltractament a la persona gran és la violència o maltractament cap a la persona gran, de maneral general, pot definir-se com l'acte no accidental, únic i repetit, per acció o omissió que provoca un dany físic o psicològic a una persona gran, ja sigui per part dels fills, familiars o cuidadors. Aquestes situacions, solen ser causa de lesions, malalties, pèrdues de productivitat, aïllament i desesperació.